# 口蹄疫ウイルス
口蹄疫ウイルス（こうていえきウイルス、学名：Picornaviridae Aphthovirus、英語: Foot-and-mouth disease virus、通称FMDV）は口蹄疫の原因となるウイルス。非常に感染力が強く、牛，水牛，豚，めん羊，山羊など39種の偶蹄目および11種の齧歯類に感染し、また伝染力も非常に強いウイルスである。そのため生物兵器としての研究もなされている。

## 概要
形状は直径は21〜25ナノメートルの球形。ウイルスの分類上ではエンベロープを持たないRNAウイルスであるピコルナウイルス科アフトウイルス属に属する。

## 種類
相互にワクチンの互換性がない別々の血清型があり、現在までに発見された順番にO型、A型、C型、SAT-1型、SAT-2型、SAT-3型、Asia-1型の7種類が確認されている。また、同じ血清型でもワクチンの効果がないサブタイプがそれぞれ存在する。
O型
フランスのオワーズ県（Oise）地域で最初に発生し、ヨーロッパを中心に世界各国で発生が確認されている。1995年時点ではFMDVの49%をO型が占めており、現在も最も猛威をふるっている。
A型
ドイツで確認され、1995年時点で全体の25%を占めておりO型と同じく世界各国に分布している。特に1996年から97年にかけてイラン、タイ王国、マレーシアなどアジアで大流行した。サブタイプの分類が32と非常に多い。
C型
南アメリカ、アフリカ、フィリピンで確認されている。3番目に発見されたことからアルファベットの三番目のCが当てられた。
SAT-1型、2型、3型
南アフリカ地域（South Africa Territory）で発生。アフリカ全土に分布している。
Asia-1型
最初の確認はパキスタン。アジアを中心に確認されており、全体の10%を占める。

## 環境抵抗性
加熱やpH変動に対する抵抗性はウイルスのタイプや株によって異なる。例を挙げると、加熱に対しては、A型とAsia-1型が最も抵抗性を示すが、O型とC型、SAT型の順に抵抗性は弱くなる。pH変動に対しては，C型(Noville)はA型およびO型のウイルス株と比較すると影響を受け易い。
pH7.0〜9.0での低温条件では安定し、4℃では18週間病原性を失わない。pH 4では15秒間、pH 6では2分間程度で不活化され病原性を失う。pH 7.5で加熱した場合、61℃では30秒間、55℃では2分間で不活化される。なお、牛乳の滅菌方法として広く利用されている高温短時間法（HTST）72℃以上 15秒、超高温瞬間殺菌（UHT法）120℃から135℃で1から3秒の滅菌方法は口蹄疫ウイルスを完全には不活化しない。
前述のpH易感受性を利用し、消毒剤は安価で大量に調達できる酸や塩基性の薬剤が推奨される。具体的には酢酸、クエン酸、NaOH(水酸化ナトリウム)、KOH(水酸化カリウム)などの溶液が使用される。有機溶媒（エーテルやクロロホルムなど）は抵抗性を示す。